# 沃伊琴湖
沃伊琴湖（白俄羅斯語：Воўчын）是白俄羅斯的湖泊，由明斯克州負責管轄，長1.8公里、寬0.45公里，面積0.53平方公里，集水區面積3.68平方公里，湖岸線長度4.29公里，最大水深32.9米。